# 深田村 (岐阜県)
深田村（ふかだむら）は、かつて岐阜県加茂郡にあった村である。
現在の加茂郡坂祝町酒倉深田、及び美濃加茂市深田町に該当する。

## 歴史
- 1889年（明治22年）7月1日 - 町村制により、深田村が発足。
- 1897年（明治30年）4月1日 - 酒倉村、勝山村、深萱村、大針村、黒岩村、取組村と合併し、坂祝村が発足。同日深田村は廃止。
- 1950年（昭和25年）8月10日 - 坂祝村と太田町との境界変更により、旧・深田村の一部が太田町に編入される。